# Chansons, chansons, chansons
Pour plus de détails, voir Fiche technique et Distribution.
Chansons, chansons, chansons (Canzoni, canzoni, canzoni) est un film italien réalisé par Domenico Paolella, sorti en 1953.

## Fiche technique
- Titre français : Chansons, chansons, chansons[1]
- Titre original : Canzoni, canzoni, canzoni
- Réalisation : Domenico Paolella
- Scénario : Domenico Paolella, Oreste Biancoli, Ennio Flaiano, Antonio Ghirelli, Carlo Infascelli, Giuseppe Mangione, Vinicio Marinucci, Giuseppe Patroni Griffi et Ettore Scola
- Directeur de la photographie : Carlo Carlini
- Pays d'origine : Italie
- Format : Couleurs - 1,37:1 - Mono
- Genre : musical
- Date de sortie : 1953

## Distribution
- Alberto Sordi : Alberto
- Silvana Pampanini : la dactylographe
- Antonella Lualdi : la voisine du cinquième étage
- Franco Interlenghi : le notaire
- Marina Vlady : la jeune fille bien-aimée
- Erno Crisa : le guappo
- Galeazzo Benti : le soldat
- Enrico Viarisio
- Franco Coop
- Renato Malavasi
- Cosetta Greco : Ex-amante du guappo
- Rosy Mazzacurati
- Delia Scala : Titina
- Aroldo Tieri : l'amant de la dactylo
- Luisella Boni
- Nino Manfredi
- Cristina Grado
- Lily Granado
- Marcella Mariani